# 留尼旺華人
留尼旺華人為居住在法國海外省留尼汪的華裔居民。截至1999年，約有25000人居住在留尼旺。留尼旺華人社群和南非華人、模里西斯華人與馬達加斯加華人為較具規模的非洲華人社群。

## 移居歷史
第一批抵達留尼旺的華人並非直接來自中國，而是來自馬來亞的華人契約勞動者，他們於1844年抵達島上，從事糧食生產和堤防建設的工作。但華工強烈反彈被對待的方式，結果兩年後殖民地政府就停止了招聘華人勞動者的移民工作。1850年代開始，廣東人開始從模里西斯移居留尼旺， 客家人則於1880年代晚期移居留尼旺。來自模里西斯的華人移民並非留尼旺華人社群的唯一來源。1862年，留尼旺政府放寬了移民法，允許外國人在留尼旺工作。數百名廣東廣府人利用這項法律抵達留尼旺。同時期，客家人也從梅縣、法屬印度支那和模里西斯移居留尼旺。和其他海外華人社群一樣，廣府人和客家人之間的衝突是存在於留尼旺華人社群，兩個社群試圖避免彼此接觸；客家移民定居在留尼旺南部，特別是在聖皮埃爾和勒棉塞。 模里西斯華人移居到留尼旺一直到1940年左右停止。移民幾乎都是男性，直到1930年代末或1940年代初，島上至少1000名華人移民。第二次世界大戰後，法國本土的移民大量移居留尼旺。1950年代，華人開始停止移居留尼旺，那時候留尼旺的華人大約有4000人，今天的留尼旺華人主要由早期移居的華人後裔所組成。近年來，又有近2,000名華人新移民從中華人民共和國移居。

## 教育和語言
留尼旺的第一所中文學校於1927年在聖但尼成立，但三年後由於中文學校教師返回中國而關閉。在1950年代之前，當地出生的華人兒童通常就讀中文學校，他們使用流利的中文和克里奧爾語，但不會法語。 二戰後，法文教育變成必修教育，後來入學的華人通常很少使用中文且有許多人去了法國本土受高等教育，能流利的使用法語和克里奧爾文。 為了“找回自己的根”，年輕一代的華人一直在嘗試通過文化和語言課程了解中華文化，並且回到中國等。然而，他們在很大程度上被法國文化所影響，而與中國很少聯繫。

## 就業
在中文學校接受本地教育的華人，大部分職業為商店老闆，1970年代，隨著島上生活水平的提高，他們能夠將小商店擴大成為大型的商場。 而在法國本土受過教育的華人則從事自由職業，如醫學、法律和建築學，或在會計、工程公司或公共部門就業。

## 宗教
多數留尼旺族群是信仰天主教，大部分留尼旺華人信仰佛教、祖先崇拜和中國民間信仰。在聖皮埃爾及聖但尼各有一間供奉關公的華人廟宇，分別是聖皮埃爾關帝廟和利涉堂（Lisi Tong）。

## 料理
中國菜在留尼旺已被各種族群所接受。最著名的菜餚為揚州炒飯(Riz cantonais)，是一種含有蔬菜和烤豬肉的炒飯。

### 出處
1. 1 2  Chinese Language Educational Foundation 1999
2. 1 2  Yu-Sion 2003，¶15
3. ↑  Medea 2002
4. ↑  Yap & Leong Man 1996，第37頁
5. ↑  Yu-Sion 2003，¶1
6. ↑  Yu-Sion 2007，第234頁
7. ↑  Yu-Sion 2003，¶5
8. 1 2 3  Yu-Sion 2003，¶8
9. 1 2  Yu-Sion 2003，¶10
10. ↑  Yu-Sion 2003，¶12
11. ↑  Yu-Sion 2003，¶11
12. ↑  Bureau of Foreign Affairs and Overseas Chinese Affairs 2007
13. 1 2  Yu-Sion 2003，¶23
14. 1 2  Yu-Sion 2003，¶16
15. 1 2  Yu-Sion 2003，¶16, 28
16. ↑  Yu-Sion 2003，¶17

### 資料來源
- Yu-Sion, Live, , Perspectives chinoises, July–August 2003, (78)  [2008-11-01], ISSN 1021-9013, （原始内容存档于2008-12-04）
- Medea, Laurent, , Social Identities, 2002, 8 (1): 125–141, doi:10.1080/13504630220132053
- Yu-Sion, Live, , Thuno, Mette  (编), , Copenhagen: NIAS Press, 2007, ISBN 978-87-7694-000-3
- Yap, Melanie; Leong Man, Dianne, , Hong Kong University Press, 1996, ISBN 978-962-209-424-6
- Bureau of Foreign Affairs and Overseas Chinese Affairs, , Dongguan City Government Portal, 2007-04-20  [2008-10-30][永久]
- Chinese Language Educational Foundation, , Overseas Chinese Net, 1999  [2008-10-30], （原始内容存档于2006-12-31）